# Juan María Vidarte de Ugarte
Juan María Vidarte de Ugarte (Bilbao, 1929 - Bilbao, 18 de maig de 2017) fou un advocat i polític basc, senador en la legislatura constituent.

## Biografia
Estudia el batxillerat al Col·legi de la Mare de Déu de Begoá dels Jesuïtes en Indautxu. Es llicencià en dret a la Universitat de Deusto, centre depenent de la Universitat de Valladolid, el 1951, i des d'aleshores ha exercit com a advocat. Va ser secretari de la Junta de govern del Col·legi d'Advocats de Biscaia. Des de 1975 ha estat membre de la Comissió Executiva de l'Institut Espanyol de Dret.
A les eleccions generals espanyoles de 1977 fou escollit senador per Biscaia pel Front Autonòmic. També fou membre de l'Assemblea de Parlamentaris Bascos, va participar activament en l'elaboració de l'Estatut de Gernika en 1978 i s'ha mantingut en una clara posició de defensa de l'autogovern. Fou escollit degà del Col·legi d'Advocats de Bizkaia, va ocupar el seu càrrec de 1979 fins a 1987, membre del Consell General de l'Advocacia Espanyola de 1979 fins a 2002 i president de l'Associació Pro-Drets Humans de Bizkaia en 1982.
El març de 2016 li fou atorgat el Premi Pedro de Lemonauria pel Col·legi d'Advocats de Biscaia.